# (6040) 1990 DK3
(6040) 1990 DK3 est un astéroïde de la ceinture principale découvert en 1990.

## Description
(6040) 1990 DK3 a été découvert le 24 février 1990 à l'observatoire de La Silla, au Chili,  par H. Debehogne.

### Caractéristiques orbitales
L'orbite de cet astéroïde est caractérisée par un demi-grand axe de 2,40 UA, un périhélie de 2,05 UA, une excentricité de 0,15 et une inclinaison de 2,43° par rapport à l'écliptique. Du fait de ces caractéristiques, à savoir un demi-grand axe compris entre 2 et 3,2 UA et un périhélie supérieur à 1,666 UA, il est classé, selon la JPL Small-Body Database, comme objet de la ceinture principale.

### Caractéristiques physiques
(6040) 1990 DK3 a une magnitude absolue (H) de 14,7 et un albédo estimé à 0,047.